# Czerwięcino
Czerwięcino (niem. Emmasthal) – wieś w Polsce położona w województwie zachodniopomorskim, w powiecie białogardzkim, w gminie Karlino. W latach 1975–1998 wieś należała do województwa koszalińskiego. W roku 2007 wieś liczyła 3 mieszkańców. Miejscowość wchodzi w skład sołectwa Lubiechowo, jest najmniejszą wsią w gminie.

## Geografia
Wieś leży ok. 2 km na zachód od Lubiechowa.